# Ireneu Pentadiastes
Ireneu Pentadiastes (em latim: Irenaeus Pentadiastes) foi um oficial bizantino do século VI, ativo no reinado do imperador Anastácio I (r. 491–518). Era pai de Caliópio. Em 507, foi designado conde do Oriente em substituição de Procópio, que fugiu de Antioquia devido os tumultos provocados pelas facções do hipódromo. Todos os seus antecessores imediatos foram ineficazes na supressão da crise, mas Ireneu não só retomou a ordem, como foi criticado por seu governo despótico. Quiçá pode ser o duque da Palestina homônimo.